# 3 (banda estadounidense)
3, también conocida como Three, es una banda estadounidense de rock progresivo formada en Woodstock, Nueva York, a comienzos de los 1990.

## Historia
La banda fue fundada en 1993 como un trío musical: Joey Eppard a la guitarra y la voz, Josh Eppard a la batería y Chris Bittner al bajo. Llamaron la atención de Universal Records tras la buena acogida de su actuación en el festival de Woodstock de 1994, firmando en 1998, pero tras una relación inestable con el sello por sus sucesivas fusiones corporativas la banda quedó con escasas posibilidades de sacar a la luz su álbum. Finalmente decidieron publicarlo a través de Planet Noise Records, un sello indie con el que gozaron de cierta independencia, hasta que en 2005 firmaron con Metal Blade, bajo cuyo sello relanzaron Wake Pig a finales de 2005. Su carrera ha estado marcada por varios cambios en la formación, siendo el más notable el abandono de Josh Eppard para unirse a Coheed and Cambria (de quienes ya no es miembro). Ambas bandas solían ser compañeras de gira. La banda ha hecho gira principalmente por Estados Unidos, apareciendo en emisoras de radio de todo el país. Joey Eppard ha hecho también carrera en solitario, y publicado un álbum llamado Been to the Future en 2002.
Cuando se les preguntó por el nombre de la banda en una entrevista en Rock Something, Joey Eppard afirmó que habían considerado cambiar de nombre varias veces, pero siempre habían decidido quedarse con el nombre 3. Según la misma entrevista, el nombre de la banda proviene originalmente de la «fascinación» de Joey Eppard por este número:

"It is a reference to the construct of our reality as having predominantly 3 aspects. For example, we live in a 3 dimensional universe on the 3rd planet from the sun, experiencing time as past, present and future in a form that consists of mind, body and spirit."
«Es una referencia a la construcción de nuestra realidad, que se compone principalmente de 3 aspectos. Por ejemplo, vivimos en un universo tridimensional en el tercer planeta desde el sol, experimentando el tiempo como pasado, presente y futuro en una forma que se compone de mente, cuerpo y espíritu.»
Joey Eppard

En mayo y nuevamente en octubre de 2007 el grupo realizó una gira con la banda británica de rock progresivo Porcupine Tree, en su gira norteamericana de Fear of a Blank Planet.
3 acabó yendo de gira con Scorpions, para posteriormente cerrar la de Porcupine Tree el 29 de octubre.
El vídeo musical de la canción All That Remains fue votado el vídeo número 16 de 2007 en la Headbanger's Ball de 2007.
Formaron parte de la gira Progressive Nation '08 con Dream Theater, Opeth y Between the Buried and Me.
Su sexto álbum, Revisions, salió a la venta el 27 de octubre de 2009. Fue su último álbum en Metal Blade Records.
La banda trabaja actualmente en un nuevo álbum de estudio para Roadrunner Records. De momento han avanzado dos de sus nuevas canciones (tituladas provisionalmente «One with the Sun» y «You are the Alien») en sus actuaciones en directo en los últimos meses.

## Estilo
La banda define su música como «oscura pero que eleva el ánimo, espiritual sin ninguna conexión con la religión». Su música está salpicada de letras oscuras y a veces incomprensibles, a menudo escindidas de la música que las acompaña. Joey Eppard está considerado un guitarrista altamente competente, con una técnica única de golpe flamenco para guitarra híbrida aprendida fundamentalmente de forma autodidacta.
En el transcurso de la discografía de 3, la banda ha tocado una gran variedad de géneros. El espectro abarca las siguientes canciones: hip hop («Don't Even»), R&B («You Call Me Baby»), rockabilly («Paint by Number»), blues («Bedroom in Hell»), reggae (Brother), funk («Get 2Gether»), psicodélica («Signs of Life»), metal («These Iron Bones»), pop rock («Live Entertainment»), rock acústico («Careless Kim»), punk («Sawed Off Shotgun»), progresiva («Monster»), instrumental («Bramfatura»), progresiva experimental («Dregs»), rock and roll («One Way Town»), soft rock («Lay Down the Law»), pop («Soul Reality»), folk («The Game»), experimental («Broadway Alien»), y funk progresivo («Leaving on the Light»). La diversidad de géneros de su música es lo que los convierte en una banda híbrida, según el perfil en Myspace de Joey Eppard.

## Miembros

### Actuales
- Joey Eppard: voces principales, guitarras eléctricas y acústicas (1994 - presente)
- Billy Riker: guitarras, efectos (1999 - presente)
- Chris "Gartdrumm" Gartmann: Batería, coros (1999 - presente)
- Daniel Grimsland: bajo, coros (2004-presente)

### Anteriores
- Josh Eppard: batería, percusión, coros (1994 - 1999)
- Chris Bittner: bajo (1994 - 2003)
- Jason Foster: guitarras (1999)
- Joe Cuchelo: bajo (2002 - 2003)
- Joe Stote: teclados, percusión (2003 - 2008)

## Discografía

### Álbumes de estudio
- Paint by Number (1999, Planet Noise Records)
- Summercamp Nightmare (2003, Planet Noise Records)
- Wake Pig (2004, Planet Noise Records / 2005, Metal Blade)
- The End is Begun (2007, Metal Blade)
- Revisions (2009, Metal Blade)[10]
- The Ghost You Gave to Me(2010, Roadrunner)[9]

### Álbumes en directo
- Half Life (2002, Planet Noise Records)

### EP
- These Iron Bones (2007, exclusivo de iTunes)

### Compilaciones
- Where Woodstock Lives (1994, Tinker Street)
- Metal Massacre Vol. 13 (2006, Metal Blade)